# Tubo de onda progresiva

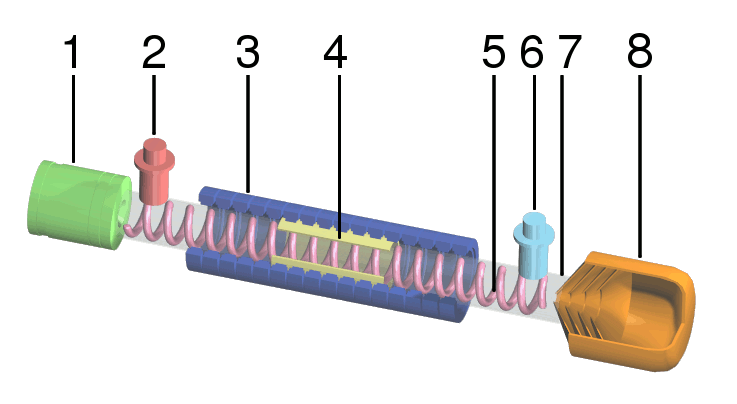
Ilustración de una hélice de un TWT.
(1) Cañón electrónico (cátodo);
(2) Entrada de RF;
(3) Imanes;
(4) Atenuador;
(5) Bobina de hélice;
(6) Salida de RF;
(7) Tubo de vacío;
(8) Colector (ánodo)

Un tubo de onda progresiva (en inglés: Traveling-Wave Tube o TWT) es un dispositivo electrónico usado para amplificar señales de radio frecuencia (RF) mediante un montaje electrónico llamado amplificador de tubo de onda progresiva (TWTA).
Los TWT pueden ser de banda estrecha o de banda ancha, siendo estos últimos los más comunes. El rango de frecuencias se encuentra comprendido entre los 300 MHz hasta los 50 GHz. La ganancia de tensión del tubo puede llegar hasta los 70 decibelios.

## Descripción y construcción
El dispositivo consta de un tubo de vacío alargado con un cañón electrónico (cátodo emisor de electrones). En el cañón, los electrones viajan desde el cátodo caliente hacia el ánodo (efecto Edison). Alrededor del tubo, un campo magnético de contención concentra los electrones en un haz. El haz llega al centro de un circuito de RF (siendo una cavidad acoplada o espiral), que se extiende desde la entrada de RF hasta la salida de RF. El haz pasa luego al terminal colector. Un acoplador direccional, que puede ser una guía de onda o una bobina electromagnética (EM), es alimentado con la señal de baja potencia que se va a amplificar. El acoplador direccional se coloca cerca del emisor, induciendo corriente en la hélice.
El circuito de RF actúa como una línea de retardo en la que la señal de RF viaja casi a la misma velocidad a lo largo del tubo que el haz electrónico. El campo EM generado por la señal de RF en el circuito de RF, actúa sobre el haz electrónico, causando el agrupamiento de los electrones (efecto llamado modulación de la velocidad). El campo EM generado por la corriente del haz induce de nuevo más corriente sobre el circuito de RF. Se acumula entonces la corriente, amplificándose cada vez más.
Un segundo acoplador direccional, colocado cerca del colector, recibe una amplificación de la señal de entrada desde el otro extremo del circuito de RF. Los atenuadores que se encuentran a lo largo del circuito de RF evitan que la onda reflejada vuelva atrás hacia el extremo colector.

## Invención y desarrollo
El diseño original y el prototipo del TWT fue hecho por el ruso Andrew Vasily Haeff hacia 1931 mientras trabajaba como estudiante de doctorado en el Laboratorio de Radiación Kellogg en Caltech. Su patente original, «Device for and Method of Controlling High Frequency Currents» [Dispositivo y Método para control de corrientes de alta frecuencia], fue solicitada en 1933 y concedida en 1936.
La invención del TWT se atribuye a menudo a Rudolf Kompfner y la fecha es situada entre 1942 y 1943. También el ingeniero e inventor estadounidense Nils Lindenblad, quien trabajaba en Radio Corporation of America (RCA) presentó una patente para un dispositivo similar el día 04 de mayo de 1940 que era notablemente similar al dispositivo de Kompfner.: 2  Ambos dispositivos eran mejoras sobre el diseño original de Haeff ya que ambos utilizaron el entonces recién inventado cañón de precisión de electrones como fuente del haz de electrones y ambos dirigieron el haz hacia abajo, al centro de la hélice, en lugar de fuera de él.
De cualquier modo, Kompfner inventó de manera independiente el TWT, construyendo el primer dispositivo funcional en un laboratorio británico de radar durante la Segunda Guerra Mundial. Su primer boceto del TWT data del 12 de noviembre de 1942, construyendo su primer tubo a principios de 1943. El TWT fue perfeccionado por Kompfner, John R. Pierce, y Lester M. Field en los laboratorios Bell.
Por la década de 1950, tras mayores desarrollos en el laboratorio de tubos electrónicos de Hughes Aircraft Company, en Culver City (California, Estados Unidos), los TWT empezaron a producirse en dicha empresa, y para la década de 1969, los TWT fueron producidos además por compañías como las británicas English Electric Valve Company y Ferranti International PLC, en la década de 1970.
El 10 de julio de 1962, el primer satélite de comunicaciones, Telstar 1, fue lanzado con un transpondedor RCA TWT de 2 W y 4 GHz, usado para transmitir señales de RF hacia la Tierra. Syncom 2, el primer satélite sincrónico (el Syncom 1 no alcanzó la órbita final), fue lanzado el 26 de julio de 1963 con dos grandes transpondedores TWT de 2 W y 1850 MHz (uno activo y otro de repuesto).